# Wiktoryszki (rejon solecznicki)
Wiktoryszki (lit. Viktariškės) − wieś na Litwie, w rejonie solecznickim, 5 km na południowy wschód od Turgieli, zamieszkana przez 16 ludzi. Przed II wojną światową w Polsce, w powiecie wileńsko-trockim województwa wileńskiego.